# ホセ・ルイス・イ・ブラスコ

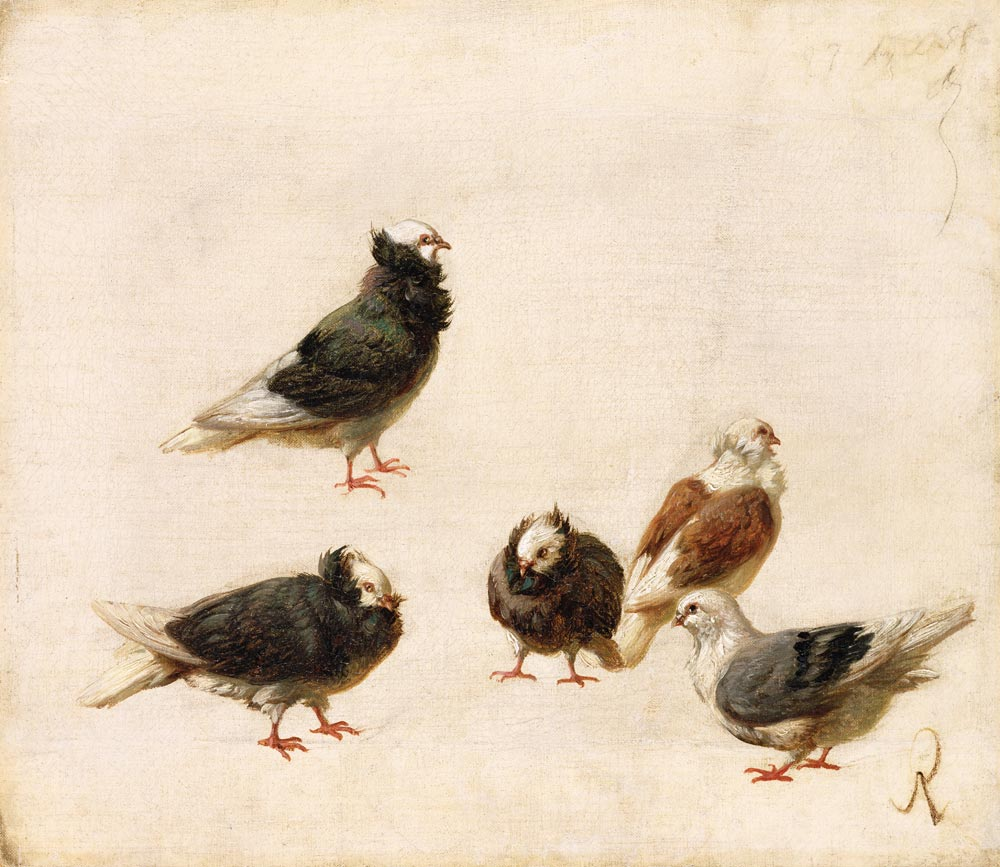
ホセ・ルイス・イ・ブラスコ作『鳩』

ホセ・ルイス・イ・ブラスコ （José Ruiz y Blasco、1838年4月12日 - 1913年5月3日） は、スペイン人の画家・美術教師。パブロ・ピカソの父親。

## 年表
- 1838年4月12日 : マラガ近郊で誕生
- 1880年: 幼なじみ マリア・ピカソ・イ・ロペス（1855年-1939年）と結婚
- 1881年: パブロ・ピカソがマラガで誕生
- 1884年: 娘 Dolores (ローラ) が、マラガで誕生
- 1887年: 娘 Concepcion (コンチータ)、マラガで誕生
- 1888年-1889年: パブロ・ピカソに絵画を教授
- 1891年: コンチータ（4歳）死去。ラ・コルーニャへ移住、"Bella's Arts" 美術教師、地域美術館学芸員
- 1895年: バルセロナ美術学校 (La Lonja) 教師。パブロは自活
- 1913年5月3日 : 死去